# ユール
ユール（スウェーデン語: jul、英語: yule）は、古代ヨーロッパのゲルマン民族、ヴァイキングの間で、冬至の頃に行われた祭りのこと。のちにキリスト教との混交が行われたが、北欧諸国では現在でもクリスマスのことをユールと呼ぶ。英語でもユールタイド（yuletide）と呼び、クリスマスの祝祭自体を指す言葉となったが、現在は古語とされている。北欧のユールには、キリスト教伝来以前の習慣と結びついた、独自の様々な習慣がみられる。

## ユール・ボード

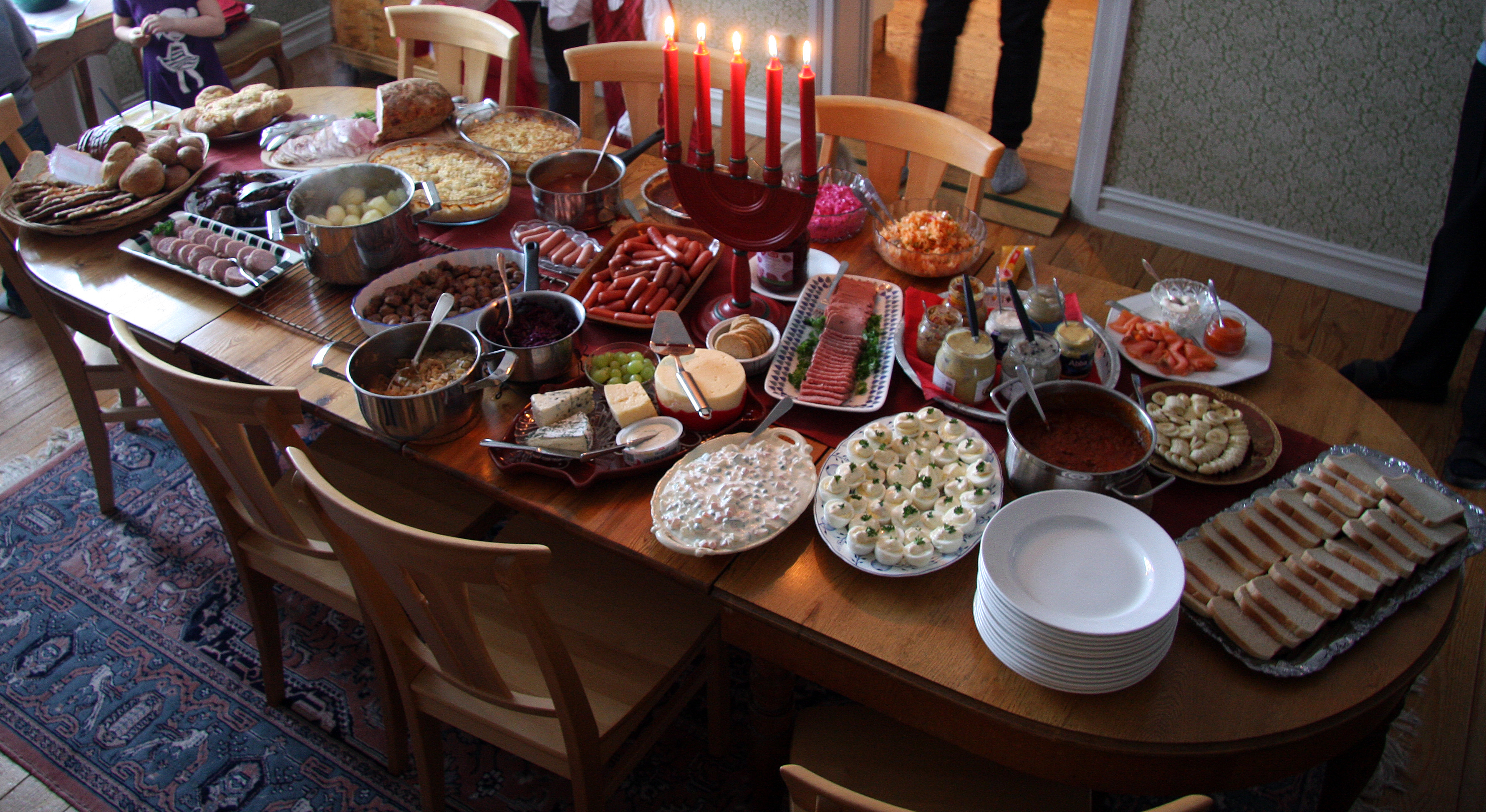
スウェーデン家庭でのユール・ボード

ユールは元々は、北欧を含むゲルマン民族の祭りだった。ユールという語は10世紀の文献には登場する。古北欧語からの借入語で、キリスト教以前の冬至祭のことを指し、北欧では今もクリスマスを指す言葉となっている。冬至の、太陽が再び力強い生命を持つ日を新年とし、北欧神話の神々、それも豊穣と平和の神ヴァン神族ではなく、オーディンにビールや猪や豚などを捧げた。これは穀物霊に関わるためと言われている。特に猪はフレイ神の象徴であり、神聖ないけにえとされた。現在でも北欧、ドイツのクリスマス料理は、豚肉がメインである。スウェーデンではユール・シンカと呼ばれる、オリーブ油と香辛料でハムを長時間煮た後、蒸し焼きにした料理がふるまわれる。ノルウェーではユールグリスという豚肉料理、フィンランドでも豚肉を用いた料理がふるまわれる。他にも牛乳粥や米粥を作る。クリスマスの料理を並べたテーブルは、ユール・ボードといい、この日に現れる霊たちに特別に用意された。季節や農作業の変わり目、特に冬至は、死者の霊、悪魔、魔女などが大挙して現れるといわれ、夜は、ユールレイエン（ワイルドハント）が現れた。1月6日の公現節までユール・ボードを用意しないと縁起が悪いと言われていた。ワイルドハントが広く信じられていたのは9世紀から14世紀の間で、特にクリスマスの12日間、公現節（十二夜）にはその勢いが増すと信じられていた。ノルウェーではガンドライド（魂の騎乗）とも呼ばれ、過去1年間に亡くなった人々の魂が空を駆け抜け、駆け抜けた地域の土地は肥沃になると信じられた。ガンドライドも、公現節のあたりに最も盛んになるといわれた。

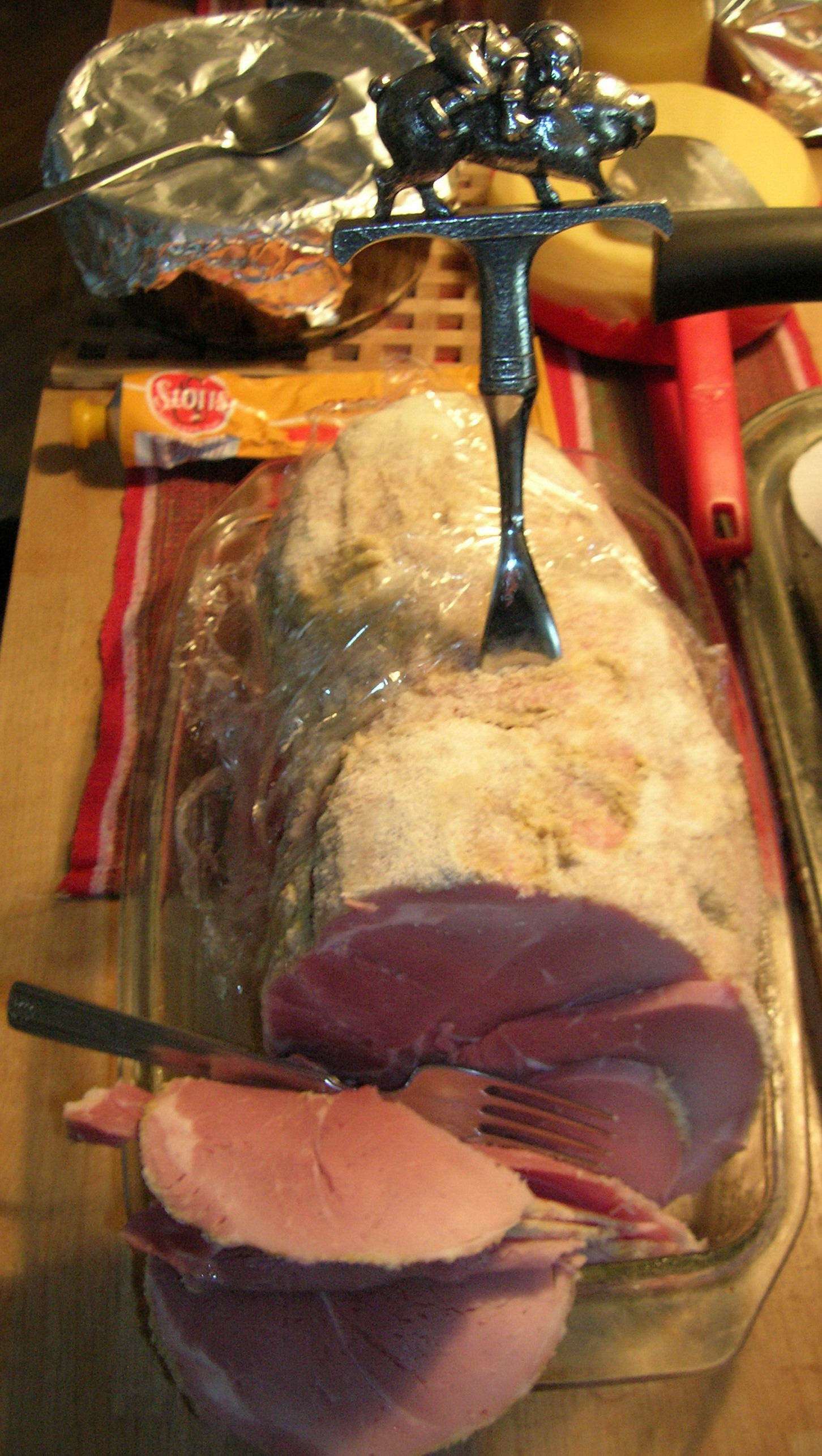
スウェーデンのユール・シンカ`(豚のハムのようなもの）

秋に行われる収穫祭は、来る冬をも暗示しており、収穫物は冬に備えて貯蔵された。冬の長い北欧では、太陽の再生を祈るための祭りが冬至の頃に行われ、中世には何日もかけて宴会をし、火を焚き、生贄をささげた。たき火（ボーンファイア）は暗闇や寒さと戦う太陽の象徴であった。人々は火の回りで歌ったり、飲み食いをしたりし、亡くなった人々の霊も宴席に参加すると言われた。
また、中世のイギリスでは、12月と1月を指すジウリ（Giuli）という単語があり、これがユールの語源になったともいわれている。イギリスでは、ノルマン人がユールを持ち込んだとする説、元々イギリスでも祝われていたとする説と両方ある。イギリスでは、後のクリスマスで広まったような、ユールログを燃やしたり、小動物を狩ったり、緑の枝を飾ったりする習慣は早くから行われていた。
フィンランドではサウナに入る習慣がある。また、イブの夕刻に墓地での献火が行われる。

## 聖ルチア祭

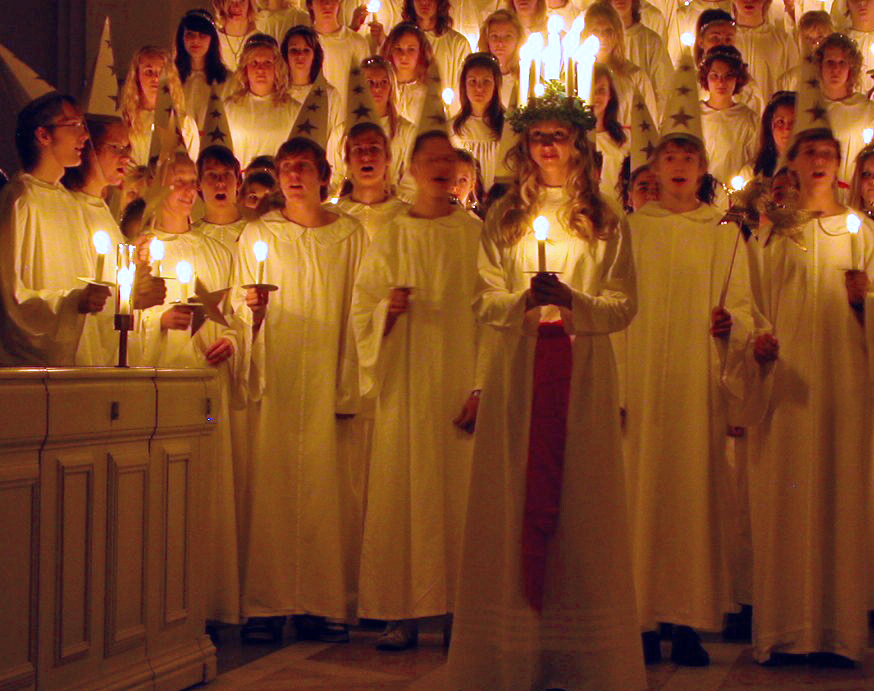
聖ルチア（ルシア）祭

ユールは、12月13日の聖ルチア祭から始まる。その家で一番年下の娘が、白いドレスに赤い帯、太陽をあらわすロウソクの冠をつけ、サンタ・ルチアの歌を歌い、家族にケーキを贈る。お供には数人の星男（シャーンゴッセ）がつく。この習慣は新聞社の美人コンテストに端を発し、今ではノーベル賞授賞式にも組み込まれている。ルチア祭では、ルチアカッテルという菓子をコーヒーと共にサービスされる。他にルチア祭では、干しブドウや生姜、アーモンド、肉桂などを煮詰めたグロッグという飲み物もある。これがクリスマスにはユールグロッグとなる。
ルチアの元々の語源は、ルクス（光）である。かつてはこの日に太陽の再来を願って生贄が捧げられたため、ルチアのモデルは女神フレイヤとされる。

## ユール・ログ

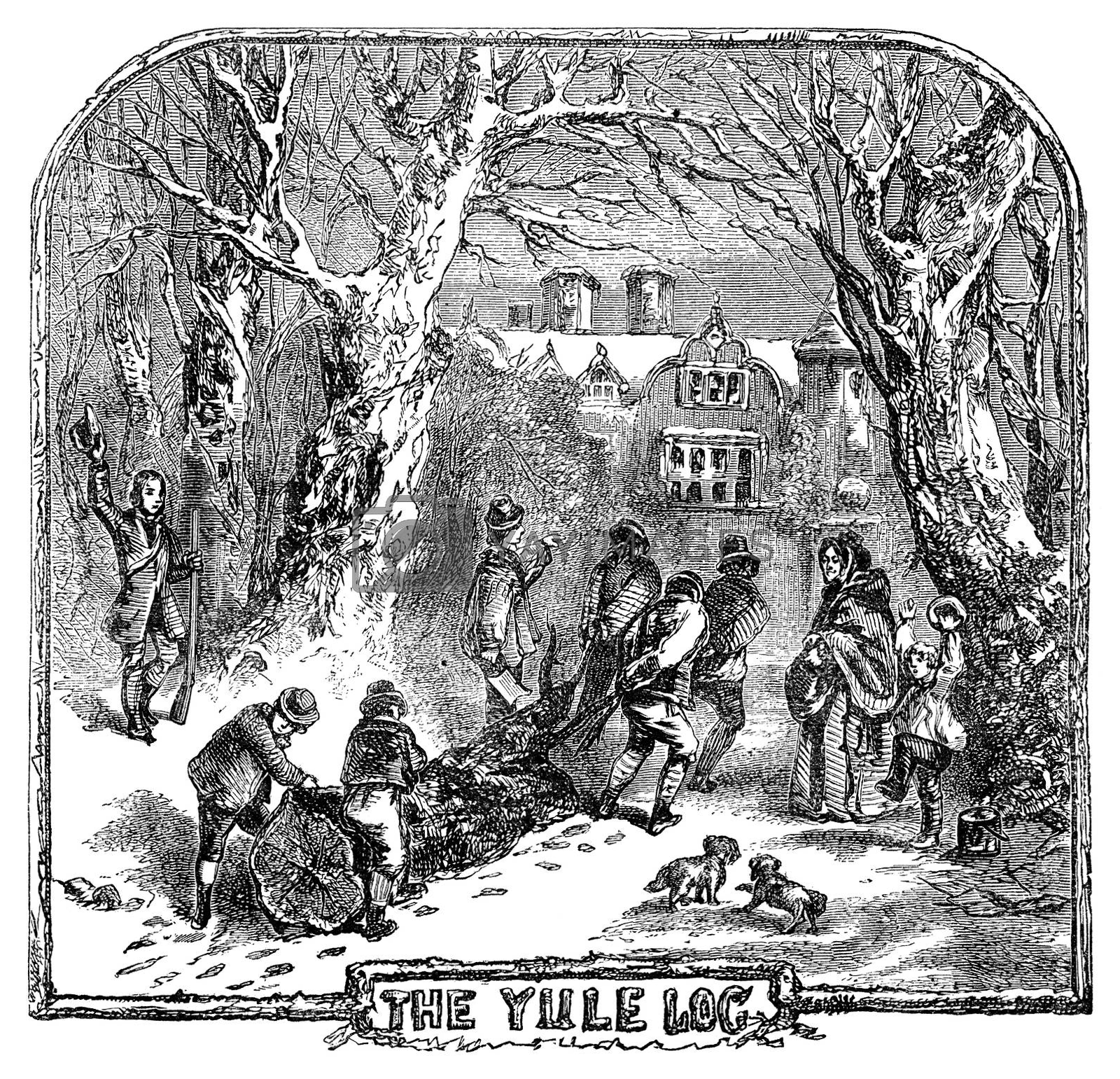
ユール・ログ（1832年）

クリスマス前夜に炉で焚く大きな薪のことで、ユール・ブロック、ユール・クロッグともいう。発祥は中世ドイツといわれ、本来はたき火を焚く目的で伐採された。森で巨木を伐採して、多くの場合リボンで飾られ、家へと運ばれる。家に運ぶ際、同行しているうちで最年少の者は、薪の上に乗ることができる。ブルターニュでは、家族の最年長者と最年少者がこの薪に乗って、祈りをささげたといわれる。中世のフランスでは、農民が領主の屋敷に大きな薪を運ぶ賦役が課せられた。またイギリスでは、この習慣は17世紀以降になって普及した。
薪を取るのは、スコットランドではカバノキ、フランスのプロヴァンスでは果樹、セルビアではオーク、オリーブ、ブナを用いた。薪を家に運び入れる時には、ワインを掛けたり、穀物を振り掛けたりした。燃やす前にはチョークで人のかたちを描いたり、また、常緑樹の葉やリボンで飾ったりもした。

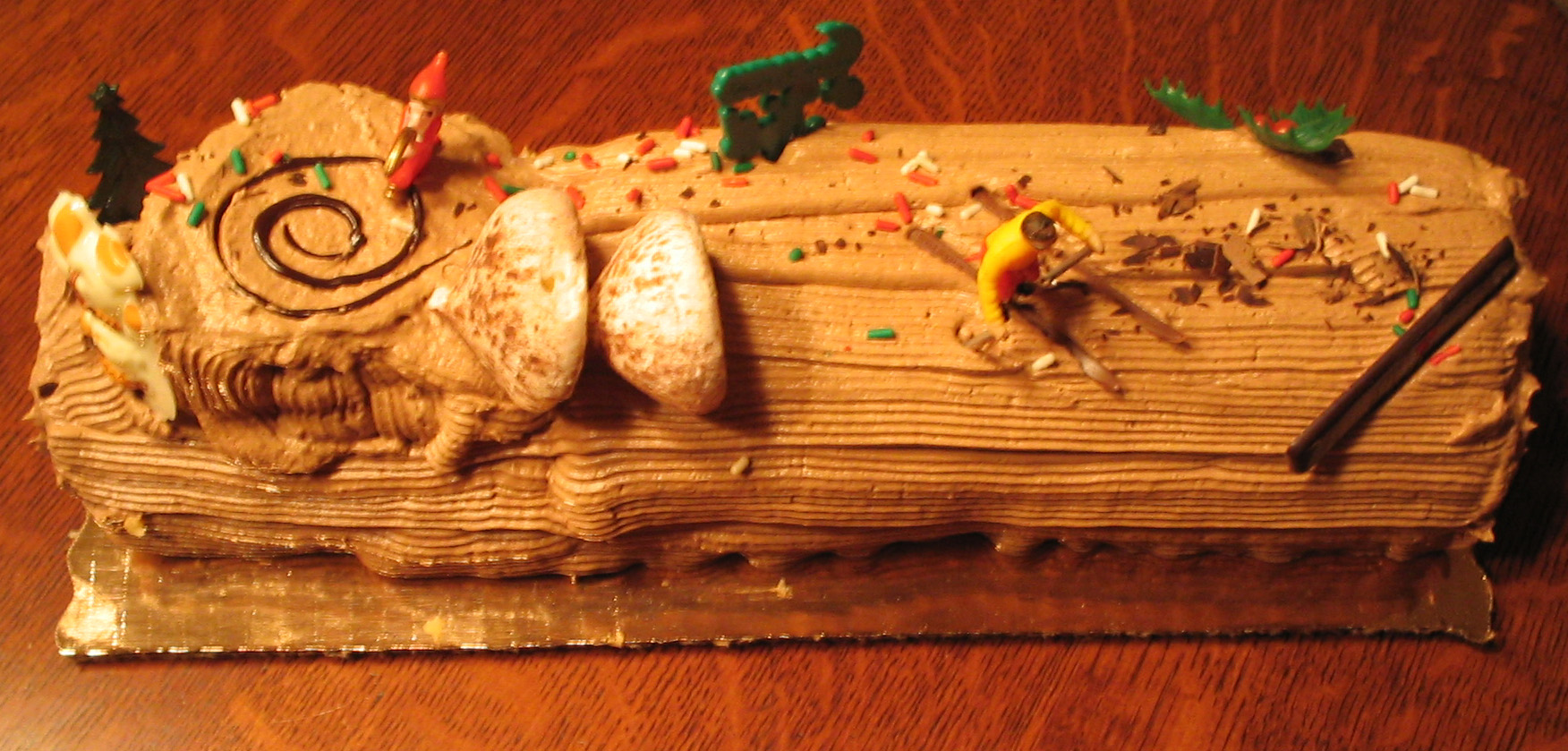
ブッシュ・ド・ノエル

火はクリスマス当日の朝に点火され、「十二夜」まで燃えているようにした。途中で火が消えるとその翌年は不吉なことが起こるとされた。この薪には魔力があり、太陽の輝きを助けるとともに、この火の影に頭がうつらなければその年のうちに死ぬとか、灰は病気や雷に効き目があると信じられた。また、飼葉や土を井戸に入れると、牛が安産である、豊作になる、水の味が良くなるなどと言われた。ユール・ログの最盛期は19世紀で、今は廃れたが、この薪を模したチョコレートケーキであるブッシュ・ド・ノエル（フランス語で「クリスマスの丸太」）にその面影をとどめている。ユール・ログの一番古い記録は、1184年のドイツのものであるが、のちに、イタリアのアルプス地方、バルカン半島、北欧、フランス、イベリア半島でも、この習慣が見られるようになった。

## ユール・ゴート

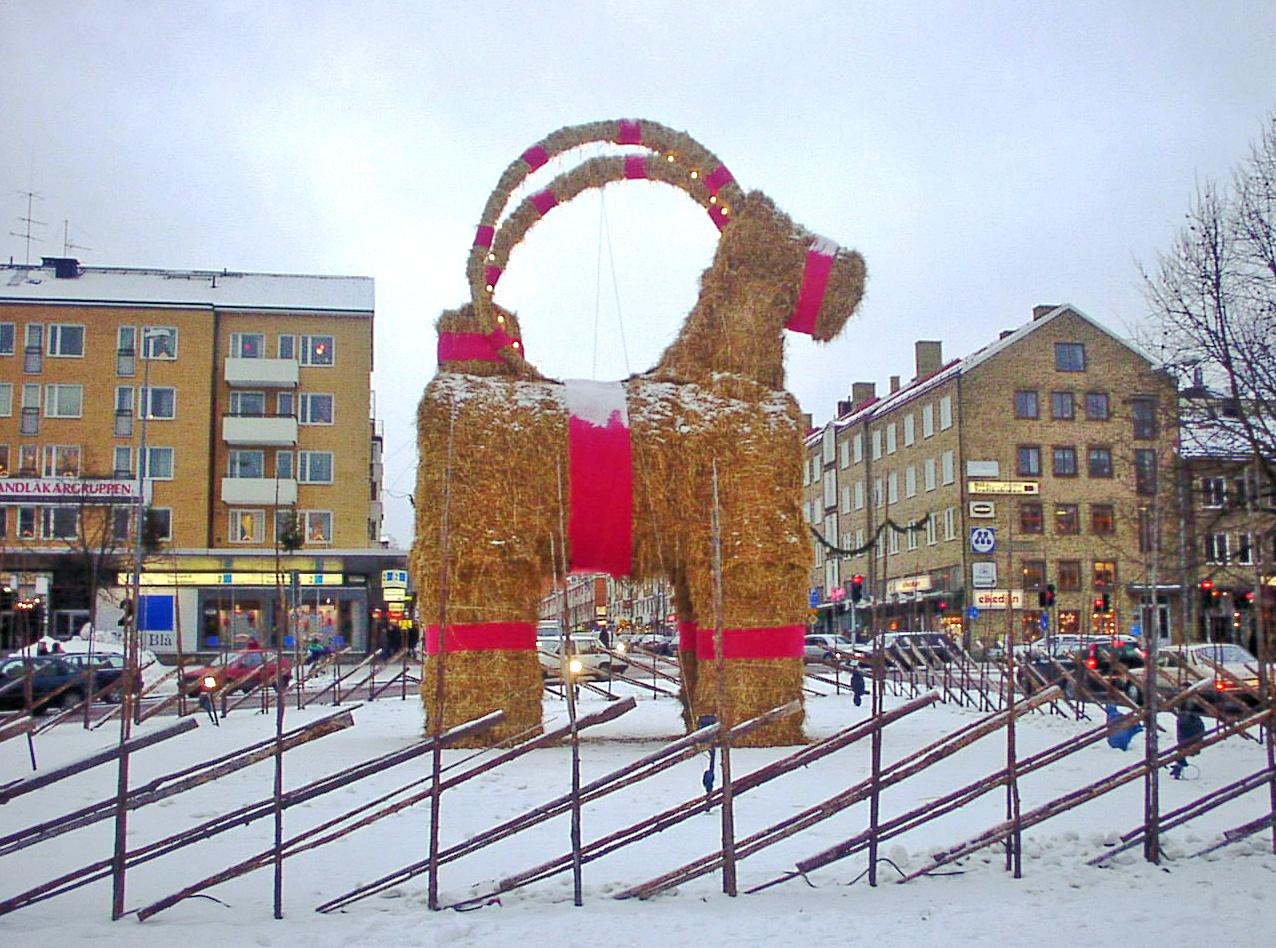
ユール・ゴート

もともとは、北欧神話の神トールの車を引いた2頭のヤギにちなむ。トールはユールの時期にこの2頭を屠り、他の神々にふるまった。翌日ヤギを殺したことを後悔したトールは、ミョルニルでヤギを復活させた。北欧では、ユール・ゴートは目に見えない動物で、クリスマスの時期直前の町を訪れ、すべての準備ができているかを確認する。元々は、吉凶の双方をもたらすとされる、日本のナマハゲのような存在であり、サンタクロースとは対照的に、ひとから贈り物をねだる存在でもあった。フィンランドでは、子供を脅かす醜い生き物とされ、家庭では男性がこのゴート（フィンランド語ではヨウルプッキ）に扮して子供を脅かす役目を負った。スウェーデン語ではユールボック、ノルウェー語ではユールブックという。キリスト教と同化するにつれ、プレゼントの運び手、後にユールトムテ（ユールトムテン）のそりを引く役目となった。また、ワラで作ったこのヤギを、クリスマスのデコレーションとしたりもする。巨大なユール・ゴートが、町中に飾られることもある。
また、ノルウェーの田舎と、アメリカのノルウェー人居住区域のクリスマス仮装大会もユールブックと呼ばれる。子どもたちの格好は、ハロウィーンに仮装してお菓子をねだる子供のそれに似ている。クリスマス道化（Christmas　Fooling）とも呼ばれる。ノルウェーでは他にも、若者が山羊の扮装で家から家に行って、簡単なお芝居をし、飲み物や食べ物をもらうことがある。また、ユールトムテもユール・ゴートが起源といわれる。

## ユールのサンタクロース

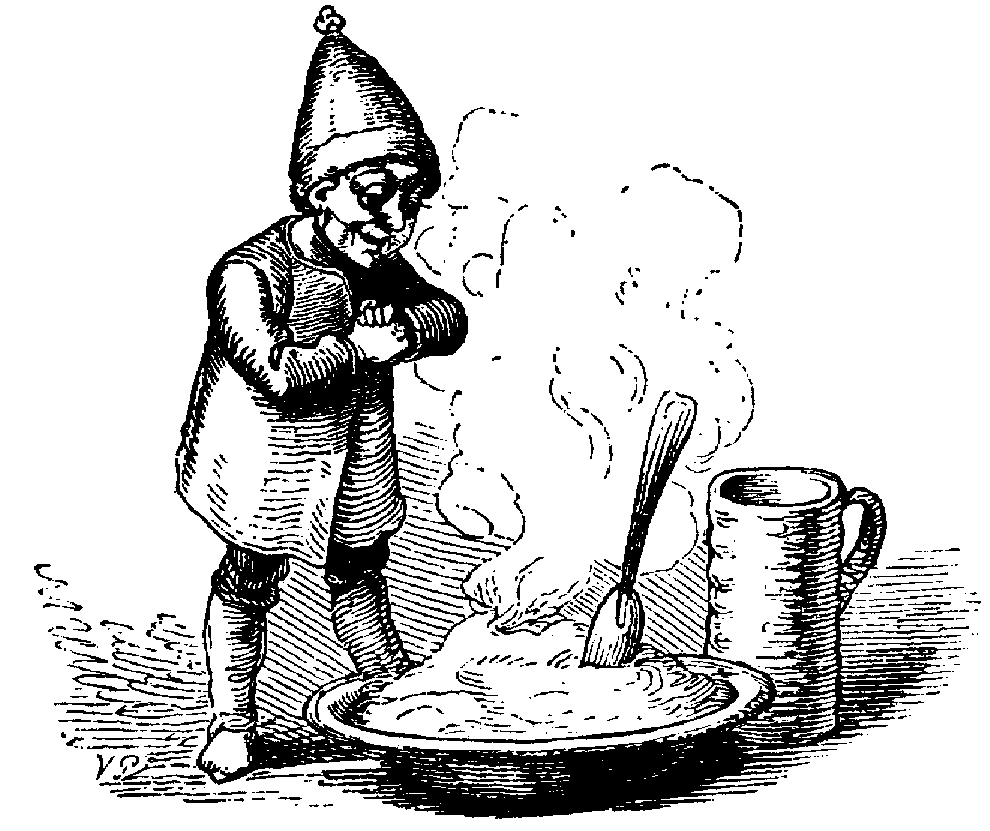
粥をもらうユール・トムテ

北欧のサンタクロースは、ユール・トムテやユールニッセといわれる。ユール・トムテはスウェーデンのサンタクロースである。元々はノームで、赤い帽子に、白く長いあごひげを蓄えている。元々トムテは人間に善行を施す妖精で、家事を手伝ってくれたお礼として、クリスマスに椀一杯のスープまたは粥をもらうユール・ニッセはデンマークのサンタクロースで、やはりノームである。こちらは灰色の服に赤い帽子をかぶっている。北欧のサンタたちは、煙突から入るのではなく、直接子供たちにプレゼントをくれる。ゲルマン民族の国ではないが、フィンランドのヨウルプッキは、玄関をノックして、良い子はいるかどうか確かめるといわれる。アイスランドのユールラッズ（ヨウラスヴェイナル）は「悪いサンタクロース」として有名である。

## ミトラ教との関連
キリスト教のライバルだったミトラ教は、ゾロアスター教発祥で、太陽神ミトラを崇拝しており、このミトラ神が再生する日が冬至（その当時は12月25日）であった。キリスト教は、旧約聖書の「マラキ書」の「義の太陽」にイエスをなぞらえ、ミトラ教同様に、12月25日を祝うようになったという説がある。325年の第1ニカイア公会議でキリスト教会は「復活日」を正式決定したが、イエスの誕生日については当時それほど重要でないので話題になっていない。キリスト教とミトラ教の融合、そして、冬至祭の伝統を持つケルト民族やゲルマン民族を統合する狙いがあったとも言われている。また、真冬の時期で、えさの少ない小鳥のために、ユール・ネックと呼ばれる、麦の穂束を立てるならわしもある。

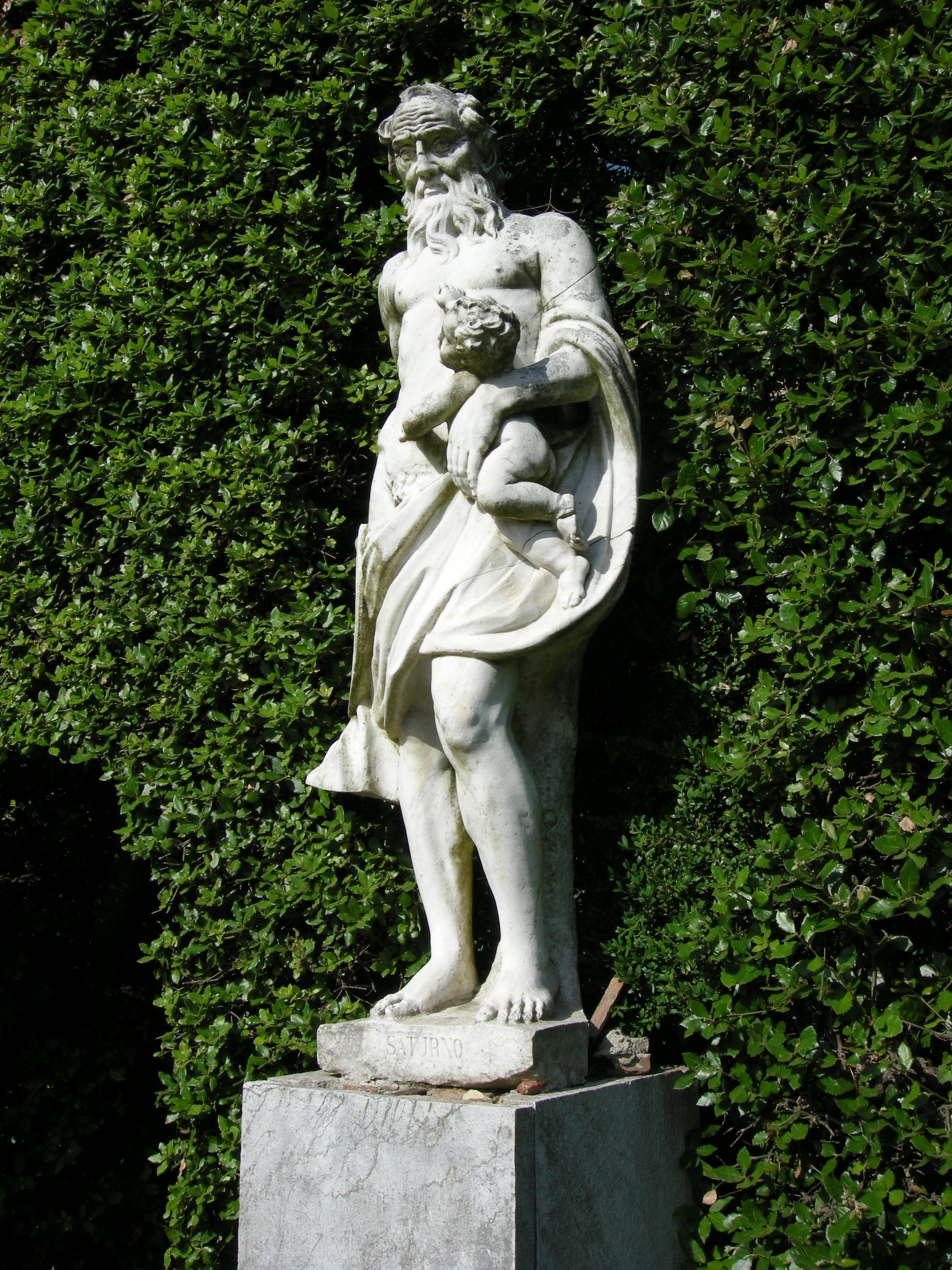
サートゥルヌスの像

ユール・ログ、ユール・ゴート、ユール・シンギング（家々や果樹園を訪ねてキャロルを歌うこと）その他のユールに関する系統のものは、キリスト教以前からの祭りで、はっきりした日付は分からないが、13世紀の時点では、11月14日から12月13日の間であったといわれる。その後、年末の時期となったが、ユールの時期を、いつかであるか特定するのは難しい。神々に供物をする時期は、他に参考となるものが見つからず、真冬の祭りに一体化させるというのが、一番信頼性があると思われる。また、初期のゲルマン人の天文学の知識は大雑把なものだったともいわれている。
ユールは、古代ローマの冬至祭であるサートゥルナーリア祭に起源があるともいわれる。この祭りは元々、ローマ神話の農業の神サートゥルヌス（ギリシャ神話のクロノス）を祝うもので、12月17日に行われていたのが、1世紀ごろに12月23日に行われるようになった。この日は完全な安息日で、偽王（モック・キング）が登場した。古代ローマにはカレンズという年明けの祭もあり、これもサトゥルナリアと同じやり方で行われた。
新異教主義の宗教であるウイッカの信者は、それぞれの家庭でこの祭りを祝うとされる。

## 各言語名称
| ゲルマン祖語   | *jehwla, *jeghwula           |
| 古ノルド語     | Jōl                          |
| ノルウェー語   | jul                          |
| デンマーク語   | jul                          |
| スウェーデン語 | jul                          |
| フィンランド語 | joulu                        |
| エストニア語   | joulud                       |
| 古英語         | gēol, gēohhol                |
| ドイツ語       | das Jul, Julfest（北ドイツ） |

## 参考資料
- Rouche, Michel, "Private life conquers state and society", in A History of Private Life vol I, Paul Veyne, editor, ハーバード大学出版（Harvard University Press）、1987年、ISBN 0-674-39974-9
- ジェリー・ボウラー著 『図説 クリスマス百科事典』笹田裕子・成瀬俊一訳、中尾セツ子監修、柊風舎、2007年
- 武田龍夫著 『白夜に谺（こだま）する夏至祭の歓喜　北欧生活詩』 中公文庫、1996年
- Tanya Gulevich, CHRISTMAS A to Z, Chicago: University of Chicago Press, 2011